# مرسدس لئون
مرسدس لئون (اسپانیایی: Mercedes León‎؛ زادهٔ ۲۷ مهٔ ۱۹۵۸) بازیگر اهل اسپانیا است. وی بابت نقش‌آفرینی در فیلم لجن‌زار نامزد دریافت جایزه گویا بهترین بازیگر نقش مکمل زن شد.
از فیلم‌ها یا برنامه‌های تلویزیونی که وی در آن نقش داشته است می‌توان به لجن‌زار و دردسر قریب‌الوقوع اشاره کرد.